# Episodi di The Strain (quarta stagione)
La quarta e ultima stagione della serie televisiva The Strain, composta da 10 episodi, è stata trasmessa in prima visione negli Stati Uniti d'America dall'emittente FX dal 16 luglio al 17 settembre 2017.
In Italia la stagione è andata in onda in prima visione sul canale satellitare Fox dal 5 gennaio al 9 marzo 2018.
| nº | Titolo originale   | Titolo italiano         | Prima TV USA      | Prima TV Italia  |
| -- | ------------------ | ----------------------- | ----------------- | ---------------- |
| 1  | The Worm Turns     | A un passo dall'inferno | 16 luglio 2017    | 5 gennaio 2018   |
| 2  | The Blood Tax      | La tassa sul sangue     | 23 luglio 2017    | 12 gennaio 2018  |
| 3  | One Shot           | Al centro del mirino    | 30 luglio 2017    | 19 gennaio 2018  |
| 4  | New Horizons       | Nati in serie           | 6 agosto 2017     | 26 gennaio 2018  |
| 5  | Belly of the Beast | Gli ibridi              | 13 agosto 2017    | 2 febbraio 2018  |
| 6  | Tainted Love       | Amore corrotto          | 20 agosto 2017    | 9 febbraio 2018  |
| 7  | Ouroboros          | Ouroboros               | 27 agosto 2017    | 16 febbraio 2018 |
| 8  | Extraction         | Il faro                 | 3 settembre 2017  | 23 febbraio 2018 |
| 9  | The Traitor        | Il traditore            | 10 settembre 2017 | 2 marzo 2018     |
| 10 | The Last Stand     | L'ultima battaglia      | 17 settembre 2017 | 9 marzo 2018     |

## A un passo dall'inferno
- Titolo originale: The Worm Turns
- Diretto da: J. Miles Dale
- Scritto da: Carlton Cuse e Chuck Hogan

### Trama
In seguito all'esplosione nucleare la Terra è oscurata da una notte perpetua. Eph, piagato dalle atrocità commesse da suo figlio, lascia New York per recarsi a Philadelphia. Presto incontra nuovi combattenti che lottano per la libertà. Intanto Fet e Quinlan stanno cercando un modo per fermare il Padrone per sempre.
- Voce: Robin Atkin Downes (Il Padrone).
- Guest star: Natalie Brown (Kelly Goodweather), K.C. Collins (Daniel Roman), Rainbow Francks (Jason Green), Rhona Mitra (Charlotte), Angel Parker (Alex Green).
- Altri interpreti: Nicole Babb (Donatrice di sangue), Lindsey Connell (Karen), Taylor David (Karl), James Eddy (Dave), Kylee Evans (Megyn Jones), Glen Gould (Ben), Adrian G. Griffiths (Neil), Brian Hamman (Coffer), Kjartan Hewitt (Jeremiah), Jocelyn Hudon (Abby), David Ingram (Ross), Kylee Evans (Harvey), Jessica Reynolds (Bandita alla frontiera), Sabryn Rock (Alannah), Darryl Scheelar (Prepper), Gugun Deep Singh (Pinsky).

## La tassa sul sangue
- Titolo originale: The Blood Tax
- Diretto da: J. Miles Dale
- Scritto da: Liz Phang

### Trama
Dutch, imprigionata in un programma di esperimenti per creare nuovi strigoi, è disperata e tenta di scappare e trovare Setrakian. Gus intanto recluta suo cugino per un lavoro che potrebbe portare la sua gang al top del nuovo ordine sotterraneo che domina la Terra.
- Guest star: Cas Anvar (Sanjay Desai), Rainbow Francks (Jason Green), Jamie Hector (Alonso Creem), Angel Parker (Alex Green), Michael Reventar (Raul), Jess Salgueiro (Rosalinda).
- Altri interpreti: Kylee Evans (Megyn Jones), Lauren Collins (Sophie), Thomas Darya (Sway), Dorren Lee (Lucy), Chandler Loryn (Nadia), Jonathan Malen (Jeremy), Michael Rhoades (Eddie), Boomer Phillips (Guardia), Lisa Ryder (Infermiera Greenwood), Dewshane Williams (Marcus), Nicki Whitely (Marta), Evan Stern (Roach), Helen Taylor (Dott.ssa Weiss).

## Al centro del mirino
- Titolo originale: One Shot
- Diretto da: Kevin Dowling
- Scritto da: Bradley Thompson e David Weddle

### Trama
Quinlan e Fet scoprono che rubare una testata tattica nucleare non è facile come pensavano quando incontrano un nemico inaspettato. Eph e Alex organizzano una nuova arma per combattere gli strigoi. Zack, frustrato per via della sua reclusione, trova un nuovo interesse romantico.
- Voce: Robin Atkin Downes (Il Padrone).
- Guest star: K.C. Collins (Daniel Roman), Rainbow Francks (Jason Green), Rhona Mitra (Charlotte), Angel Parker (Alex Green).
- Altri interpreti: Jocelyn Hudon (Abby), Glen Gould (Ben), Brian Hamman (Coffer), Kjartan Hewitt (Jeremiah), Gugun Deep Singh (Pinsky), Thomas Darya (Sway), Ehren Kassam (Dukali), Matthew R. Wilson (Autista dell'autobotte).

## Nati in serie
- Titolo originale: New Horizons
- Diretto da: Kevin Dowling
- Scritto da: Mickey Fisher

### Trama
Duch è costretta a fare un accordo con Desai per scappare dal luogo dove è imprigionata. Eph e Alex cercano di scoprire i segreti che si nascondono dietro il nuovo piano ma affrontano ripercussioni del loro ultimo attacco. Gus e Creem affrontano una gang che vuole impossessarsi del loro territorio.
- Guest star: Cas Anvar (Sanjay Desai), Rainbow Francks (Jason Green), Jamie Hector (Alonso Creem), Angel Parker (Alex Green), Michael Reventar (Raul), Jess Salgueiro (Rosalinda).
- Altri interpreti: Lisa Ryder (Infermiera Greenwood), Lauren Collins (Sophie), Nicki Whitely (Marta), Chandler Loryn (Nadia), Evan Stern (Roach), Thomas Darya (Sway), Supinder Wraich (Selah Desai), Dewshane Williams (Marcus), Helen Taylor (Dott.ssa Weiss), Ngabo Nabea (Rafi), John Iwasin (Holland), Shamus Fynes (Faran), Katie Messina (Flores), Brian J. Graham (Ricci), Bo Manning (Vince), Aidan Moreno (Uomo losco), Miguel Anthony (Uomo grosso), Hubert Tran (Cameriere), Sylverine Saul-Nurse (Donna in gabbia).

## Gli ibridi
- Titolo originale: Belly of the Beast
- Diretto da: Norberto Barba
- Scritto da: Jeff Wadlow

### Trama
Fet e Quinlan hanno una traccia da seguire per la testata nucleare. Eph e Alex continuano a cercare di scoprire il piano generale del Padrone. Duch è in trappola ma incontra un vecchio amico.
- Voce: Robin Atkin Downes (Il Padrone).
- Guest star: Cas Anvar (Sanjay Desai), K.C. Collins (Daniel Roman), Robert Maillet (Il Padrone), Rhona Mitra (Charlotte), Hannah New (Louisa), Angel Parker (Alex Green), Tonya Pinkins (Francis), Jess Salgueiro (Rosalinda).
- Altri interpreti: Glen Gould (Ben), Brian Hamman (Coffer), Andrew Robinson (Cyril), Gugun Deep Singh (Pinsky), Mung-Ling Tsui (Hu Die), Teagan Wright (Lydia), Gavin Williams (Prete), Ava Preston (Emily), David Petrie (Padre di Emily), Jordan Pettle (Dr. Joseph Himoff), Katherine Cullen (Infermiera Cohen).

## Amore corrotto
- Titolo originale: Tainted Love
- Diretto da: Norberto Barba
- Scritto da: Paul Keables

### Trama
Fet e Quinlan cercano di capire come trasportare la bomba a New York. Zack, in preda all'infatuazione, cerca di scoprire qualcosa di più sull'oggetto dei suoi desideri, ma fa una scoperta devastante.
- Voce: Robin Atkin Downes (Il Padrone).
- Guest star: Natalie Brown (Kelly Goodweather), K.C. Collins (Daniel Roman), Jocelyn Hudon (Abby), Robert Maillet (Il Padrone), Rhona Mitra (Charlotte), Hannah New (Louisa).
- Altri interpreti: Glen Gould (Ben), Kjartan Hewitt (Jeremiah), Gugun Deep Singh (Pinsky), Mung-Ling Tsui (Hu Die), Jack Newman (Milos), Teagan Wright (Lydia), Patrick Stevenson (Sgt. Arthur Dooley), Cole Kapoor (Ragazzo orfano), Adam Peddle (Fidanzato di Abby).

## Ouroboros
- Titolo originale: Ouroboros
- Diretto da: Thomas Carter
- Scritto da: Andy Iser

### Trama
La salute di Setrakian sta declinando e nonostante gli avvertimenti di Eph, lui si spinge al limite per ottenere vendetta. Fet e Quinlan tornano a Manhattan mentre il Padrone sigilla la città e si prepara a uccidere tutti,
- Voce: Robin Atkin Downes (Il Padrone).
- Guest star: Cas Anvar (Sanjay Desai), K.C. Collins (Daniel Roman), Jamie Hector (Alonso Creem), Angel Parker (Alex Green), Michael Reventar (Raul).
- Altri interpreti: Dewshane Williams (Marcus), Dayton Sinkia (Oscar), Katherine Gauthier (Jenn), Jason Gosbee (Hank).

## Il faro
- Titolo originale: Extraction
- Diretto da: Paco Cabezas
- Scritto da: Liz Phang

### Trama
- Voce: Robin Atkin Downes (Il Padrone).
- Guest star: Cas Anvar (Sanjay Desai), K.C. Collins (Daniel Roman), Jocelyn Hudon (Abby).
- Altri interpreti: Dewshane Williams (Marcus), Dayton Sinkia (Oscar), Kathleen Pollard (Sam), Nicki Whitely (Marta), Dorren Lee (Lucy), Lauren Collins (Sophie), David Bronfman (Jack Murphy), Jarrod MacLean (Cather), Adam Butcher (Terkel) Damien Howard (Stumpf), Matthew Gin (Plunkett).

## Il traditore
- Titolo originale: The Traitor
- Diretto da: Jennifer Lynch
- Scritto da: Bradley Thompson e David Weddle

### Trama
Zach, inviato dal Padrone, è tenuto in isolamento da suo padre e su volontà degli altri componenti del gruppo di superstiti combattenti. Portato sulla terrazza della Federal Reserve di NYC, finge di ferirsi ad un dito aprendo una lattina di Ginger Ale offertagli dal padre; lo scopo è quello di consentire alle sentinelle del padrone di localizzarlo e, conseguentemente, localizzare gli altri componenti del gruppo composto da Eph, Dutch, Fet e da Quinlan (il Nato).
Eph si accorge che il figlio lo sta tradendo e riesce a farglielo confessare. In un momento di rabbia punta la pistola alla testa del figlio, oramai completamente soggiogato al volere del Padrone, ma non riesce a far fuoco; corre immediatamente ad avvertire gli altri che lasciano l'edificio recandosi nel parcheggio nel quale è custodito l'ordigno nucleare che intendono utilizzare per distruggere il Male.
Nel frattempo il Padrone raggiunge Zach che gli confessa di aver fallito e lo porta da Sanjay Desai, catturato precedentemente da Fet e Dutch e tenuto prigioniero assieme alla moglie. Interrogato dal Padrone, Sanjay accusa la moglie di aver detto agli umani dove egli si trovasse, al 102º piano dell'Empire State Building; il Padrone uccide la moglie di Sanjay e, dopo averlo accusato di aver mentito, anche quest'ultimo.
- Voce: Robin Atkin Downes (Il Padrone).
- Guest star: Cas Anvar (Sanjay Desai), K.C. Collins (Daniel Roman), Jocelyn Hudon (Abby).
- Altri interpreti: Supinder Wraich (Selah Desai), Dewshane Williams (Marcus), Dayton Sinkia (Oscar).

## L'ultima battaglia
- Titolo originale: The Last Stand
- Diretto da: J. Miles Dale
- Scritto da: Chuck Hogan e Carlton Cuse

### Trama
Quinlan organizza un piano che prevede un grande sacrificio, Eph è preso da lotte intestine con la sua coscienza mentre Fet è pronto a una missione suicida. Dutch e Gus si preparano alla battaglia ultima che potrebbe salvare la razza umana.
- Voce: Robin Atkin Downes (Il Padrone).
- Guest star: K.C. Collins (Daniel Roman).
- Altri interpreti: Dewshane Williams (Marcus), Dayton Sinkia (Oscar).
- Non accreditati: Jocelyn Hudon (Abby).